# تخليق (منهج)

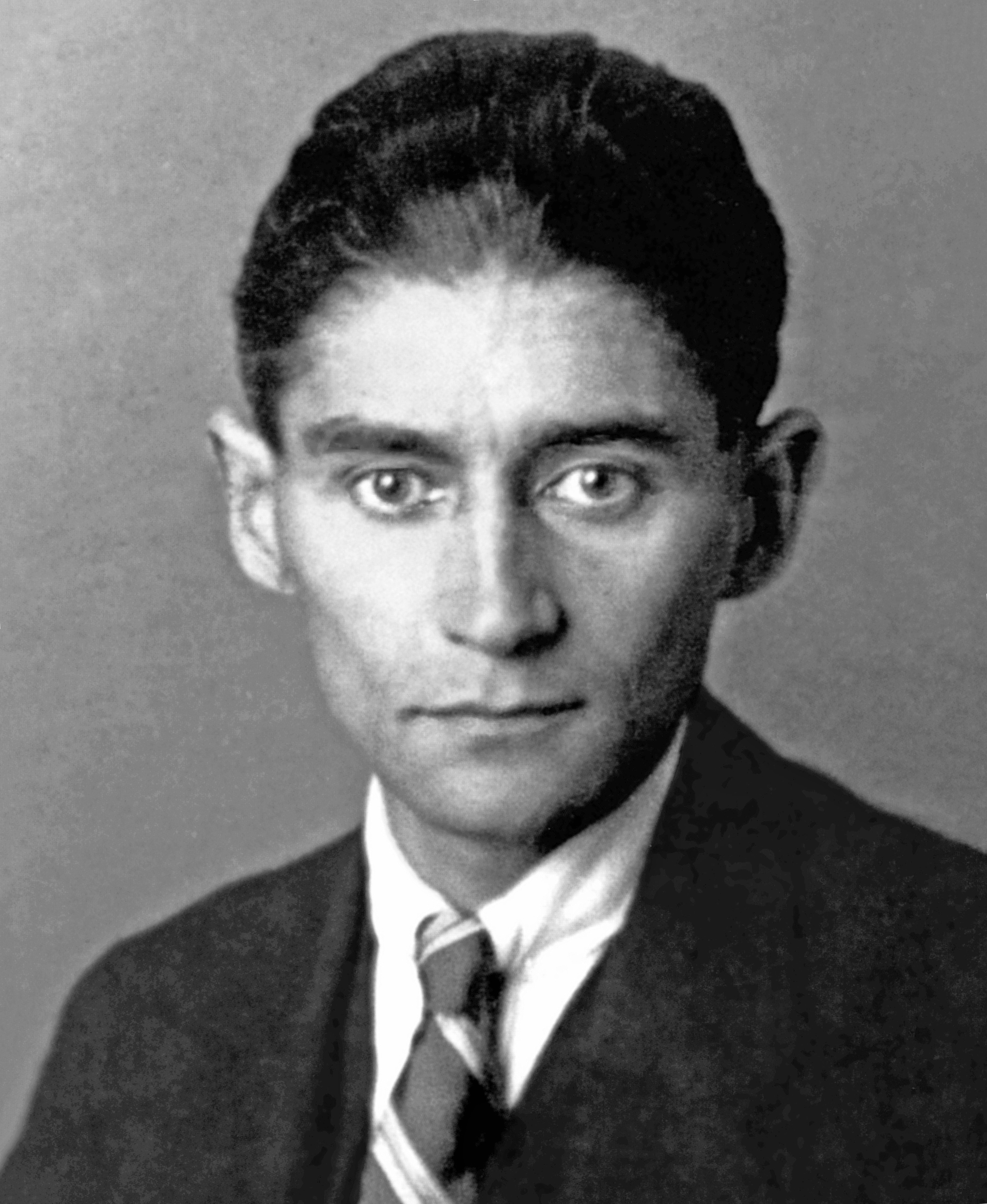

التخليق في  علم المنهج هو مسيرة العقل الذي ينطلق من المفاهيم أو القضايا الأبسط إلى الأعقد.